# جون نيكولز
جون نيكولز (بالإنجليزية: Jon Nichols)‏ هو لاعب كرة قدم بريطاني في مركز الدفاع، ولد في 10 سبتمبر 1981 في بليموث في المملكة المتحدة. لعب مع نادي توركي يونايتد.

## وصلات خارجية
- جون نيكولز على موقع Soccerbase.com (لاعب) (الإنجليزية)